# Ольявидово
Ольявидово — деревня в Дмитровском районе Московской области. До 1954 года — центр Ольявидовского сельсовета. До 2018 года находилось в составе сельского поселения Якотское. Население — 1026 чел. (2010).  

## Расположение

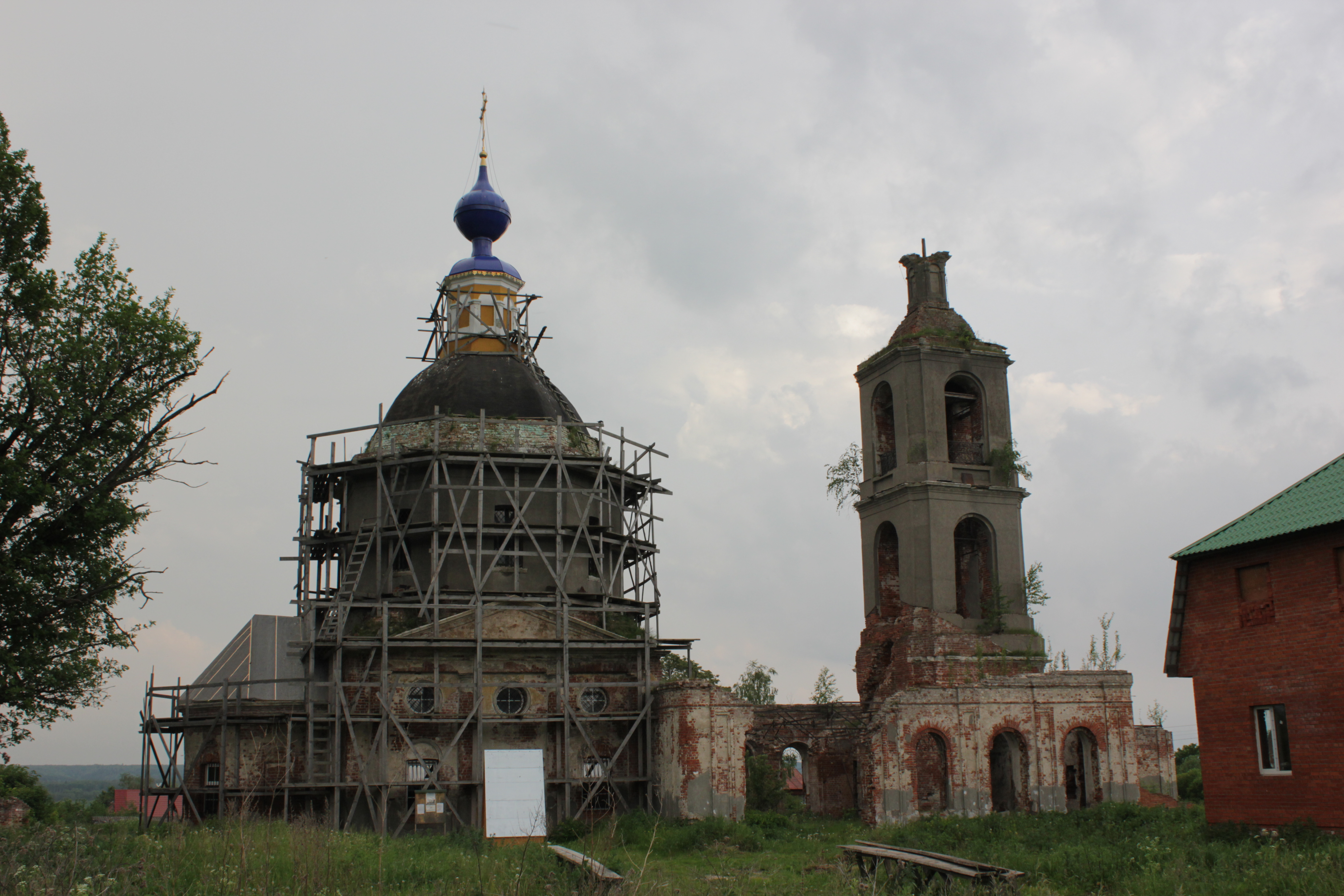
Церковь Троицы Живоначальной. 2012 год.

Деревня расположена в северо-восточной части района, недалеко от границы с Сергиево-Посадским районом, примерно в 20 км к северо-востоку от Дмитрова, на возвышенности водораздела Вели и притока Дубны — Шибовки, высота центра над уровнем моря 193 м. 
Ближайшие населённые пункты — деревни Акулово на северо-западе, Гора на севере, Измайлово на северо-востоке и село Ильино на востоке.
Имеется автобусная остановка Ольявидово до которой ходит автобус № 26.

## История
В 1572 году село Ольявидово (Вольявидово) Повельского стана вместе с деревнями было продано Василием Фёдоровичем Воронцовым Троице-Сергиевому монастырю за 700 рублей. При селе была мельница и рыбные места. Уже тогда в Ольявидово была церковь. К концу XVII века в селе стояла деревянная Троицкая церковь при 14 крестьянских дворах.
В Ольявидовскую вотчину Троице-Сергиева монастыря входили следующие деревни Повельского стана: Горы (Горки), Измайлово, Карцево, Колотилово, Мартыново, Окулово, Савино, Слободище, Тимошкина, Яковлево (Яковлевское).
В первые годы советской власти образование Ольявидовского сельсовета. 
В 1926 году согласно Всесоюзной переписи в селе Ольявидово числилось 49 крестьянских и 2 других хозяйств. Жителей числилось 241 человек (104 мужчины и 137 женщин).
В 1953 году Ольявидово было передано в укрупнённый Слободищенский сельсовет. В 1954 году бывший Ольявидовский сельсовет переименован в Лифановский.
В 1961 году на территории укрупнённого Слободищенского сельсовета из расформированных колхозов образование совхоза «Дубна». У села Ольявидово вырастает посёлок Ольявидово (усадьба совхоза «Дубна»).
В 1994—2006 годах Ольявидово входило в состав Слободищевского сельского округа. 
В 2006 году посёлку Ольявидово исполнилось 40 лет. В бывшей усадьбе совхоза «Дубна» числится пять 60-тиквартирных домов, четыре 16-тиквартирных домов, котельная, детский сад, школа, отделение почты и магазины. Работает Тимоновская сельская больница.

## Население
| 2002 | 2006  | 2010  |
| ---- | ----- | ----- |
| 968  | ↗1105 | ↘1026 |

## Инфраструктура
В деревне имеются больница, детский сад, школа, Дом культуры, сельская библиотека. Есть котельная, пожарное депо. Работают отделение почты и различные магазины.
Действует Троицкая церковь 1805 года постройки.
В Ольявидово работает животноводческая агрофирма «Дубна Плюс». У которой есть два комплекса крупного рогатого скота «Саввино» и в Ильино.